# Francine Jordi

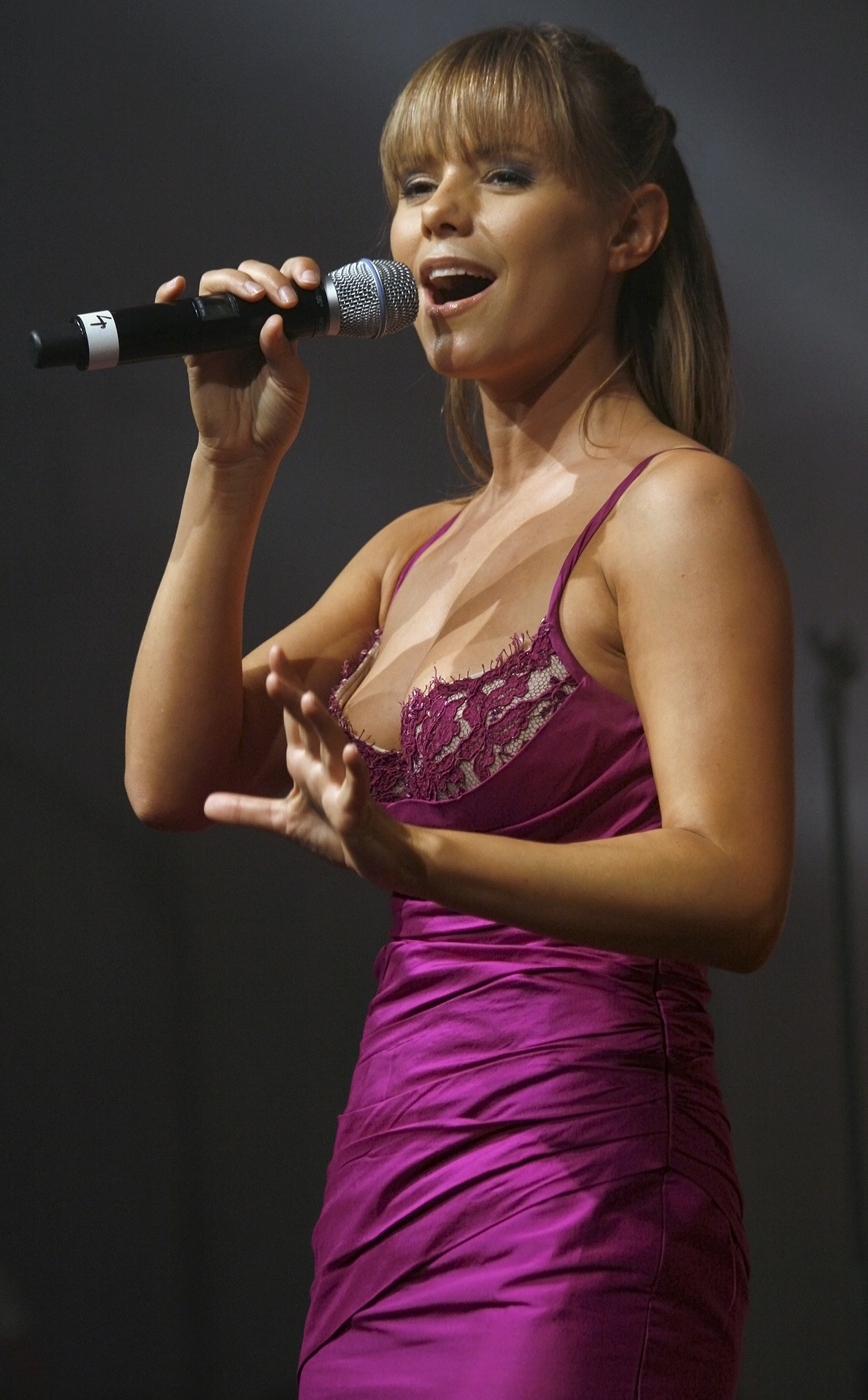
Francine Jordi vid en konsert i Wien 2008

Francine Jordi, egentligen Francine Lehmann, född 24 juni 1977 i Richigen i Worb i kantonen Bern, är en schweizisk sångerska. Redan som barn började hon sjunga sånger för de japanska turisterna i Interlaken.
Hon vann tyska Grand Prix der Volksmusik år 1998. Från denna stund blev Jordi en riktig stjärna i Schweiz med guldplattor som följdes av höga placeringar på listorna i de tyskspråkiga länderna. Hon var även programledare för två TV-shower på ARD.
År 2002 representerade hon Schweiz i Eurovision Song Contest i Tallinn med en franskspråkig låt kallad "Dans le jardin de mon âme" (sv: I min själs trädgård). Låten slutade på 22:a plats. Den har även gjorts i en tysk- och en engelsk version vilka heter "Im garten meiner seele" och "In the garden of my soul". Hösten samma år gjorde hon en soloturné med sitt kompband genom hela Schweiz.

## Diskografi
- (1998) Das Feuer der Sehnsucht
- (1999) Ein Märchen aus Eis
- (2001) Verliebt in das Leben
- (2002) Im Garten meiner Seele
- (2003) Alles steht und fällt mit Dir
- (2004) Einfach Francine Jordi
- (2010) Mit dem Herz durch die Wand